# Парк імені С. М. Фалдзінського (Нова Каховка)
Парк імені С. М. Фалдзінського — головний парк міста Нова Каховка у Херсонській області. Парк створений у 1950-х роках під час будівництва міста Нова Каховка. Автор і керівник проєкту паркової зони — С. М. Фалдзінський. Вважається пам'ятником садово-паркового мистецтва.

## Історія
Парк було створено на узбережжі Дніпра, посеред Олешківських пісків. Для його закладки вивозився 25-сантиметровий шар піску та завозився чорнозем з заплави Дніпра. Автор і керівник проєкту паркової зони Фалдзінський привозив саджанці з розплідників Мелітополя, Нововоронцовки, а акації та тополі — з Дніпровських плавнів. Рідкісні дерева: японську софору, бананове дерево —  він виписував з-за кордону.
При будівництві парку відбулася зустріч С. М. Фалдзінського з О. П. Довженком — радянським кінорежисером і письменником, який відвідував будівництво Каховської ГЕС (по цьому будівництву Довженко створив кіносценарій "Поеми про море").

## Опис

### Паркова флора
У парку росте близько дев'яноста видів дерев і чагарників, розподілених по сімох територіях:
- I ділянка — магонія падуболиста; бузок звичайний; пухирник деревуватий; туя західна; чорний горіх; берест гладкий; каркас західний; каштан кінський; клен японський; маклюра помаранчева.
- II ділянка — смородина золотиста; бузок звичайний і перський; сосна кримська; тополя чорна; тополя дельтоподібна; дуб звичайний; платан східний; махрова форма монопестичного глоду; кизил справжній.
- III ділянка — троянди садові; будлея Давіда; яловець звичайний; сферична форма робінії псевдоакації; тополя біла; горіх волоський; айлант найвищий; дуб великоплодий; хурма вірджанська ; унабі; липа американська; багряник канадський.
- IV ділянка — бирючина звичайна; робінія псевдоакація; катальпа біньйонієва та прекрасна; липа серцелистова; глід колючий; клен цукровий.
- V ділянка — таволга Ван Гутта; ялівець, що стелеться, і віргінський; тополя пірамідальна; ясен звичайний; гледичія колюча триколючкова; софора японська; алича; глід монопестичний; клен ясенолистий.
- VI ділянка — крушина ламка; виноград дівочий; ірга круглолиста; ялина європейська і колюча; тополя туркестанська Боллє; бундук канадський; скумпія шкіряна; Йозеф Готліб, кейльрейтерія волотиста(мильне дерево); клен трилопатевий; шовковиця чорна і біла; горобина канадська.
- VII ділянка — виноград скельний; тамарикс зелений; робінія клейка; верба плакуча і біла; маслинка срібляста і вузьколиста; бузина чорна.

Окремо ботанічною пам'яткою є вікові платани на прибережній алеї та меморіальні дуби.

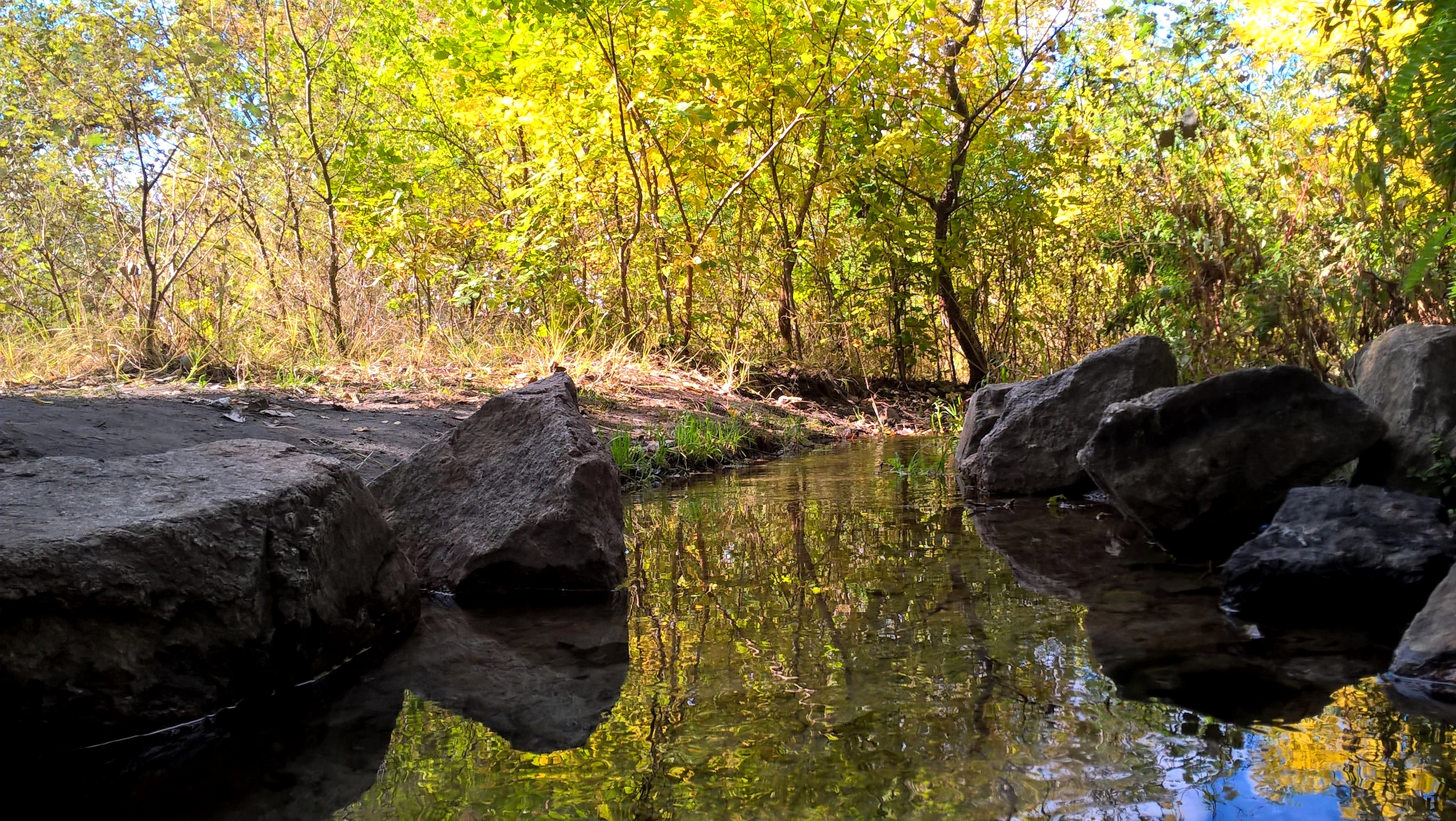
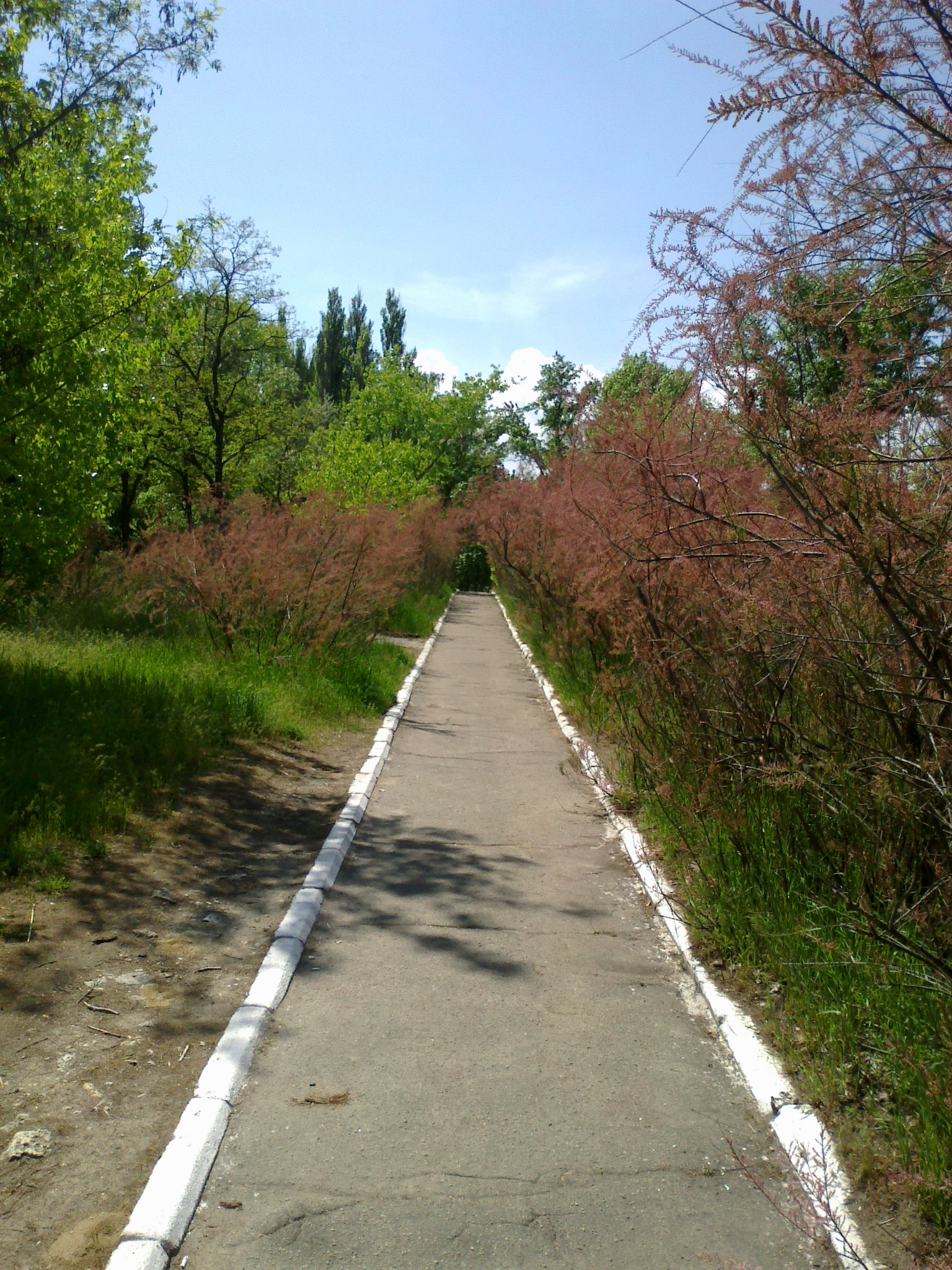
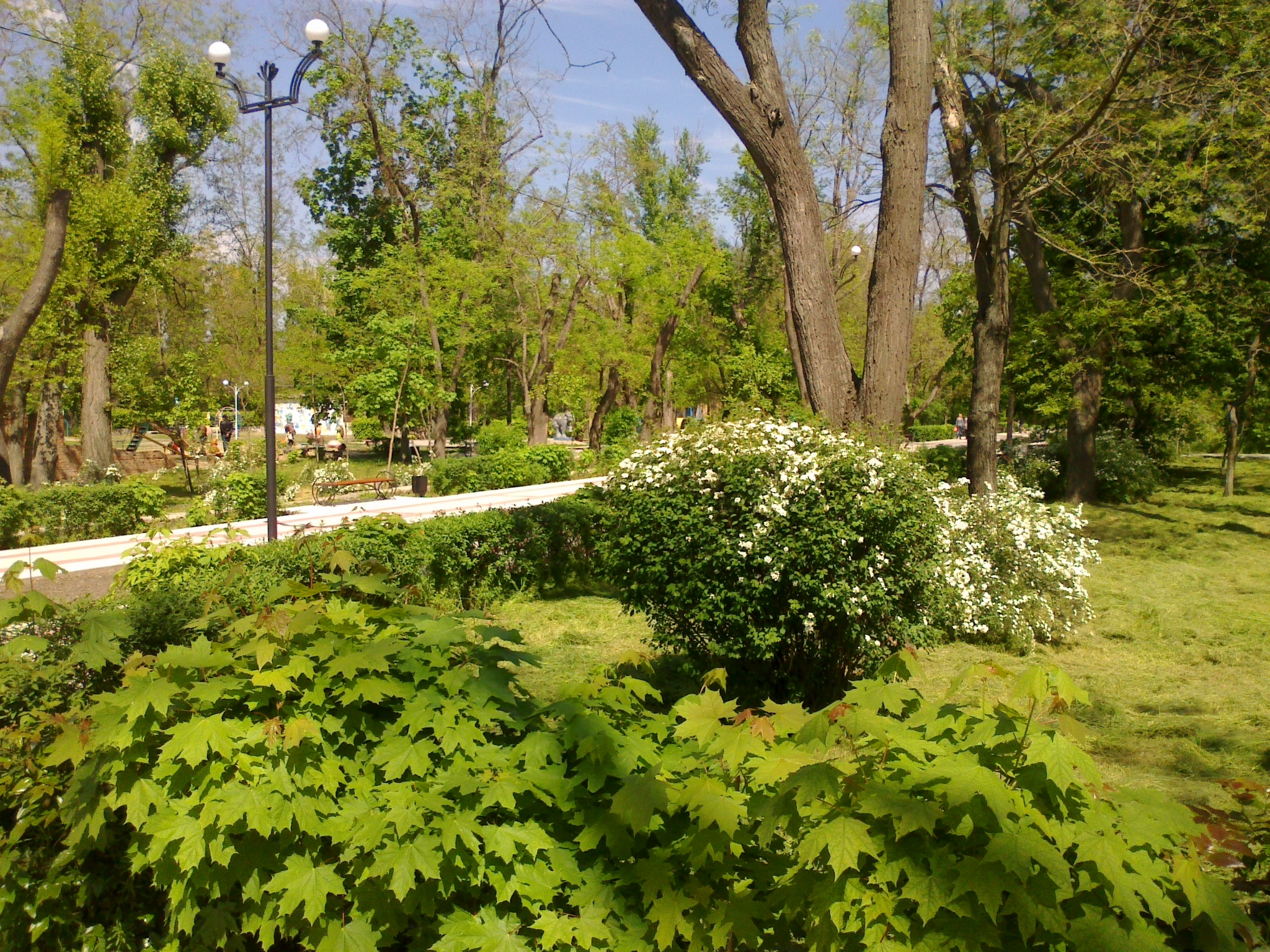
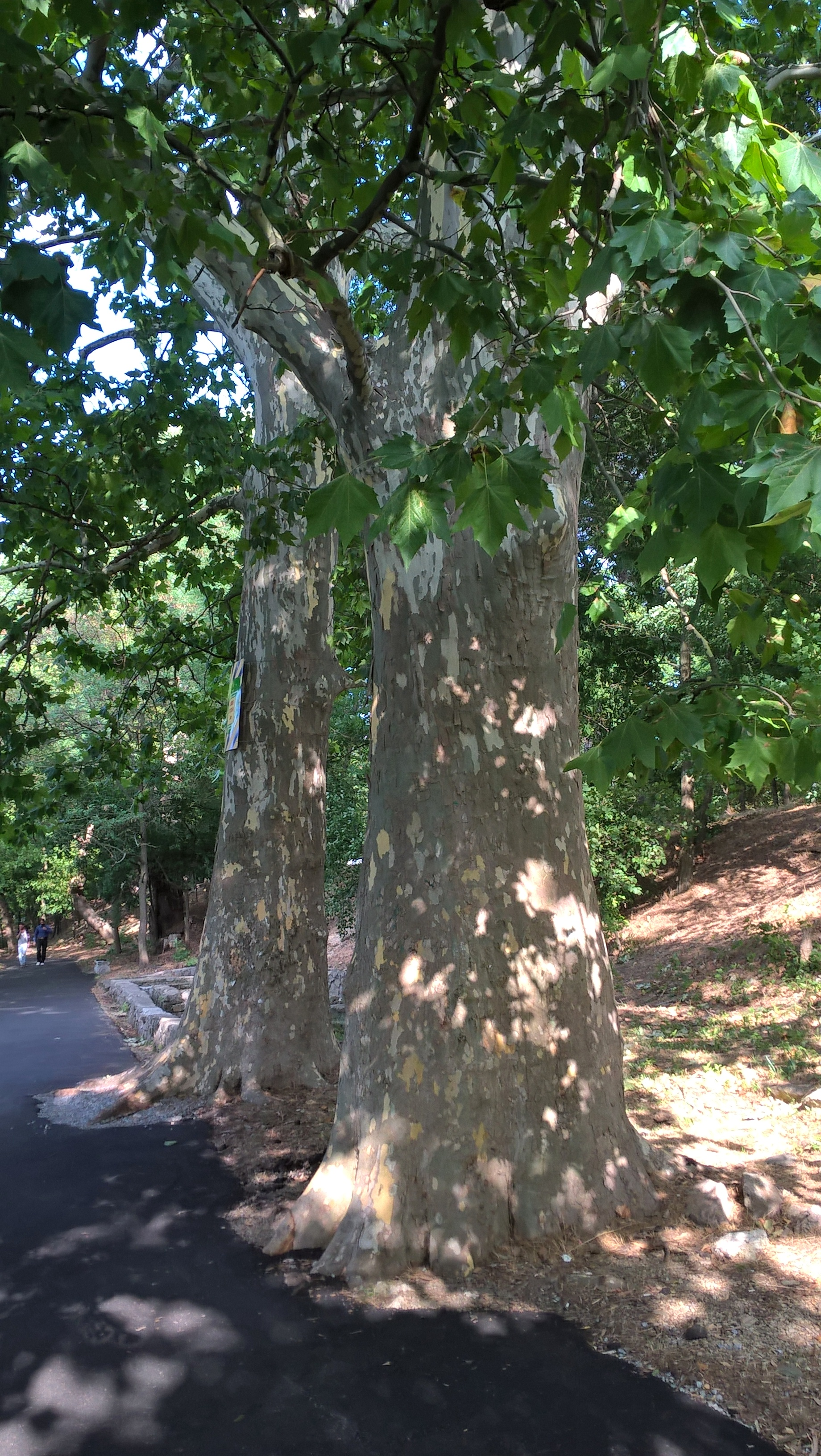

### Архітектура
Парк, як і стара частина Нової Каховки, будувався у часи панування сталінського ампіру. Сам парк початково планувався в традиції європейських садів бароко з геометрично розпланованими алеями, різноманіттям дерев і широкими газонами. По стилю парк гармонійно доповнював Старе місто, продовжуючи домінувальний стиль як різноманітними елементами на кшталт декорованих парканів з вазонами, так і архітектурою побудовою Літнього театру, стендів для афіш, ротонд, трансформаторних будок і фонтанів.

Літній театр
Одна з двох альтанок
Частина паркової стіни
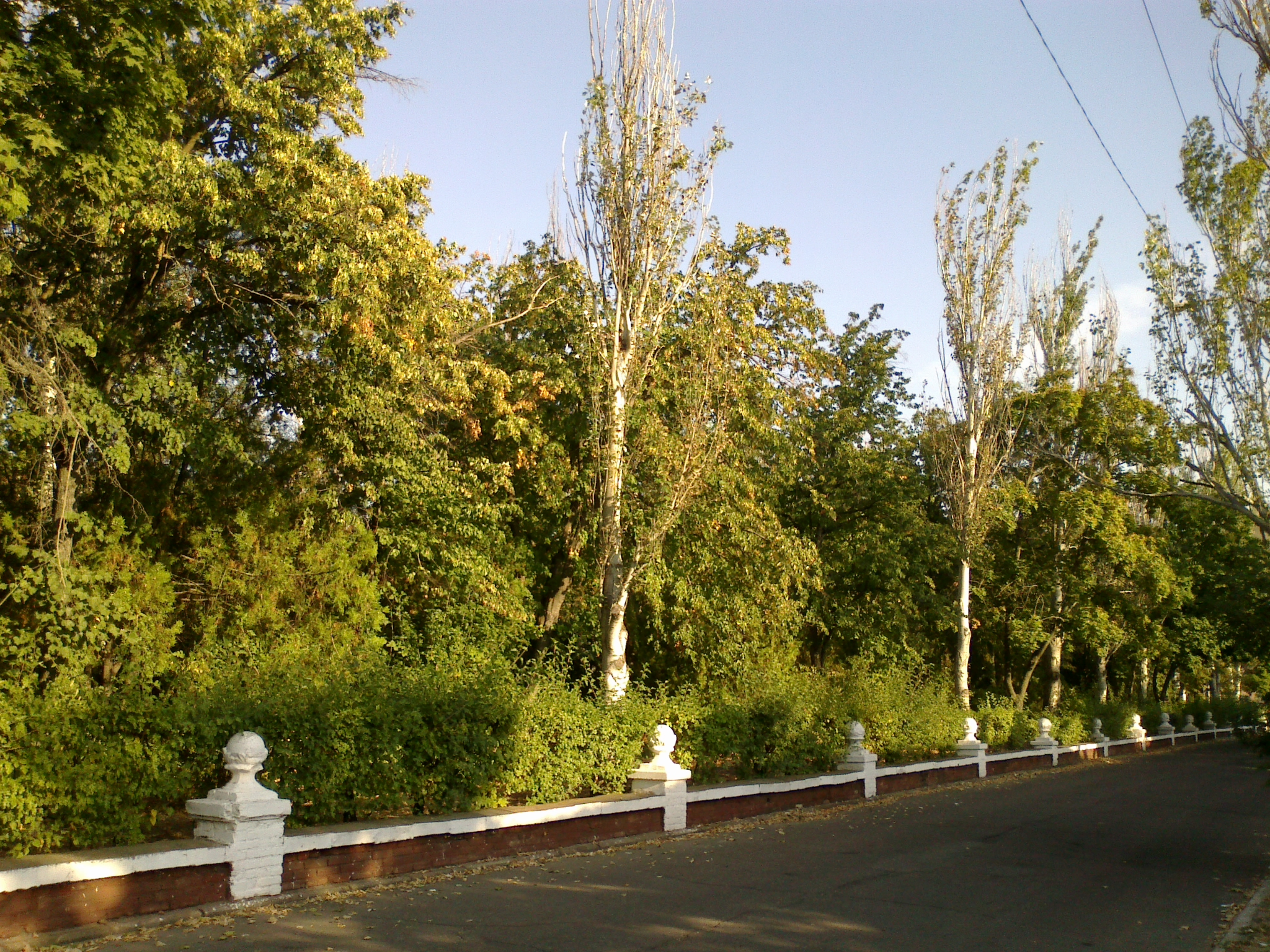
Парковий паркан
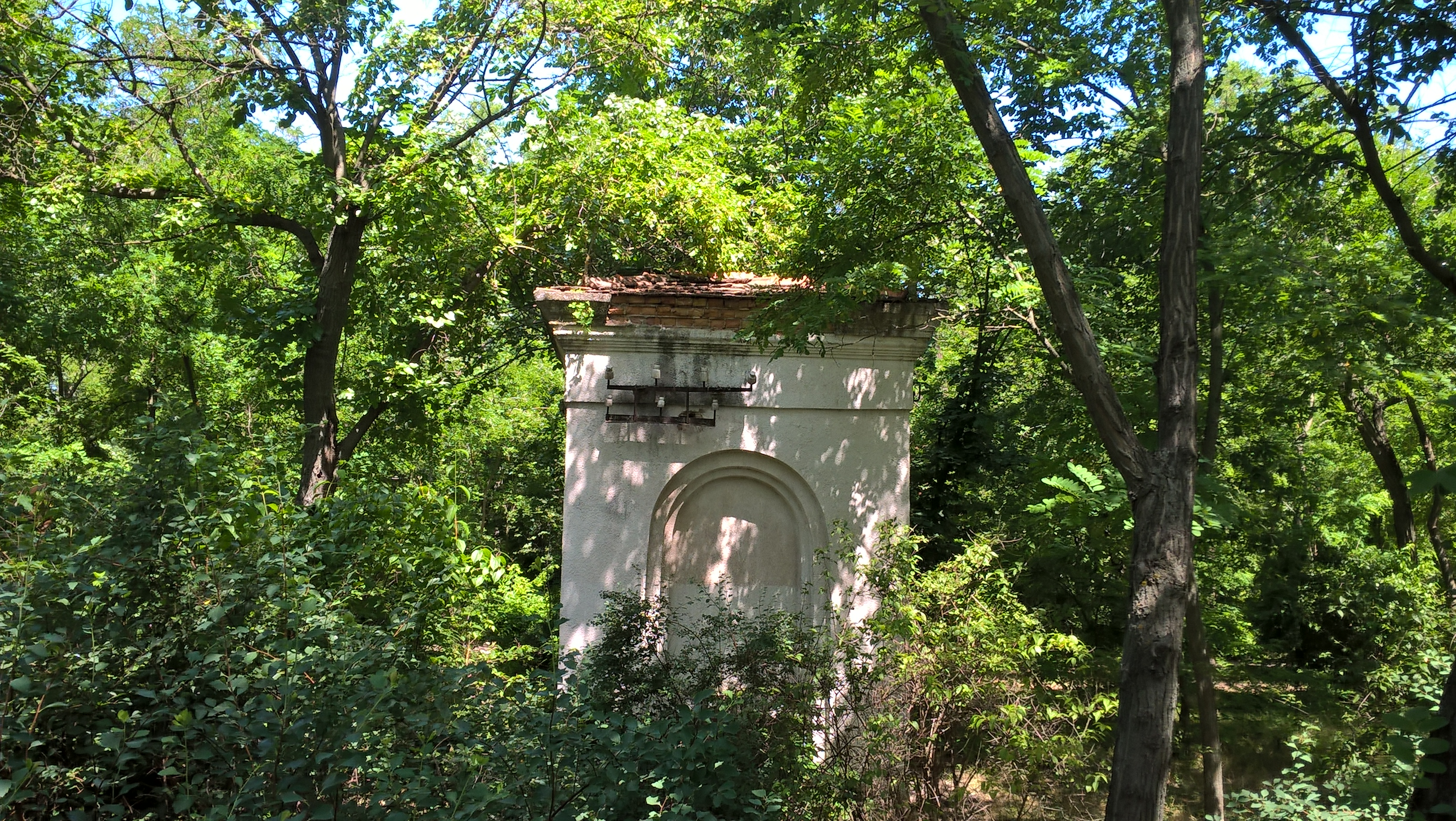
Трансформаторна будка
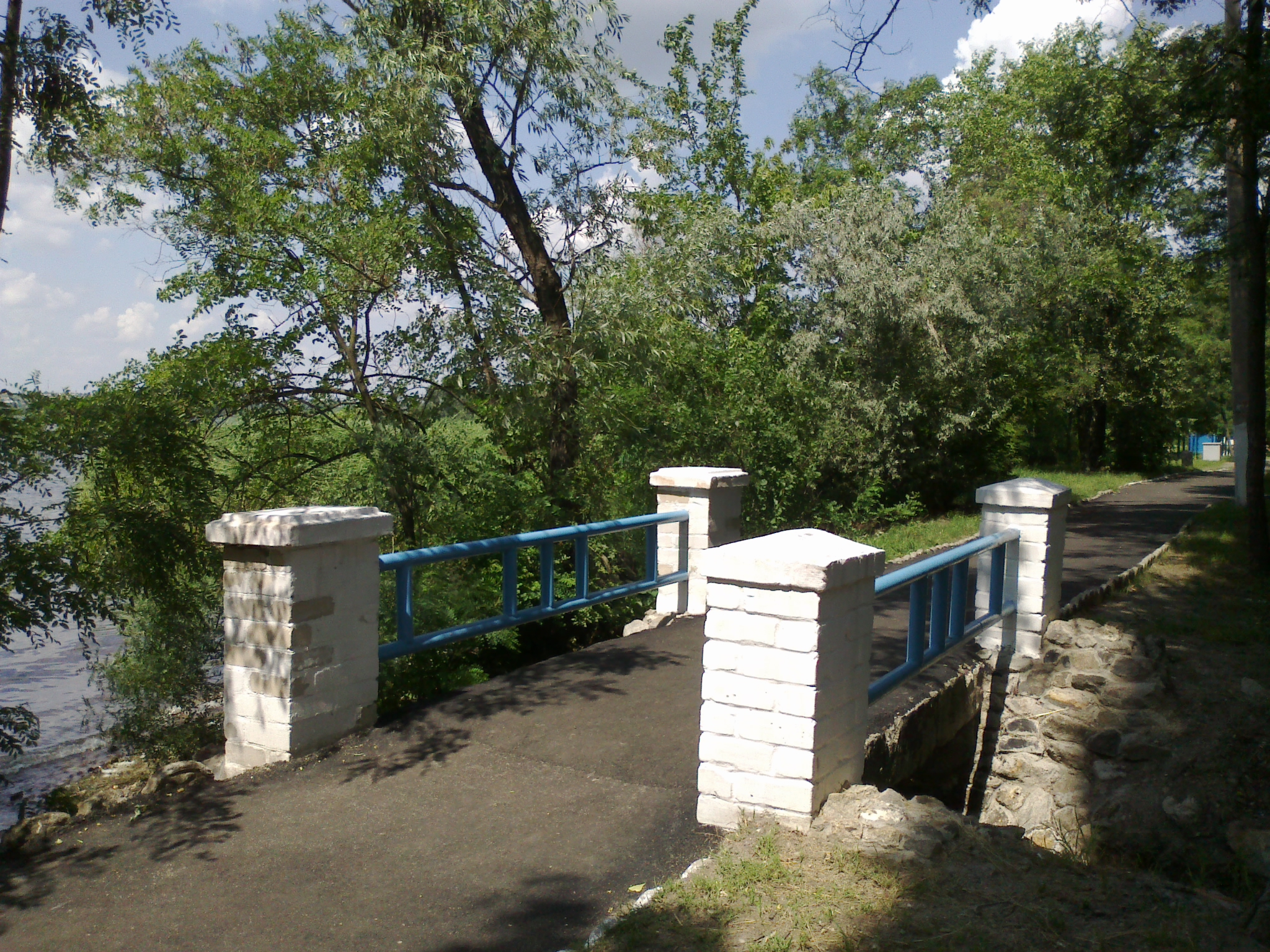
Один з мостиків через паркові струмки

### Культурно-розважальні заклади
Біля міського Палацу культури встановлено пам'ятник великому озеленювачу у вигляді листка, створеного до 50-річчя міста. Автор пам'ятника — Анатолій Бідара. Крім нього, у парку розташований Літній театр з пам'ятником Тарасу Шевченку.
У парку Фалдзінського розташована «Казкова діброва». До її складу входять: мінізоопарк із тваринами та птахами, дитячий майданчик і виставка скульптур, вирізаних з дерева. Діброва з'явилася у 1990-х роках, коли місцевий підприємець і скульптор-різьбяр М. Навроцький облаштував занедбану частину парка, відкривши там кафе та розмістивши дерев’яні скульптури казкових героїв. У невеличкому зоопарку комплексу мешкають муфлони, павичі, черепахи, дикі гуси, декоративні голуби тощо. Також у парку є кафе з майданчиком просто неба, у якому пригощають стравами української та татарської кухні.
У парку розташоване єдине в області активне містечко атракціонів: "Веселі гірки", карусель "Орбіта", дитячі автомобілі "Світлофор", гральні автомати, колесо огляду та інші.
До паркової зони прилягає міський стадіон і спортивний комплекс, а головна алея служить міською набережною. У радянські часи тут працювали пристані для пасажирських теплоходів і "ракет" на підводних крилах.

Вхід до атракціонів
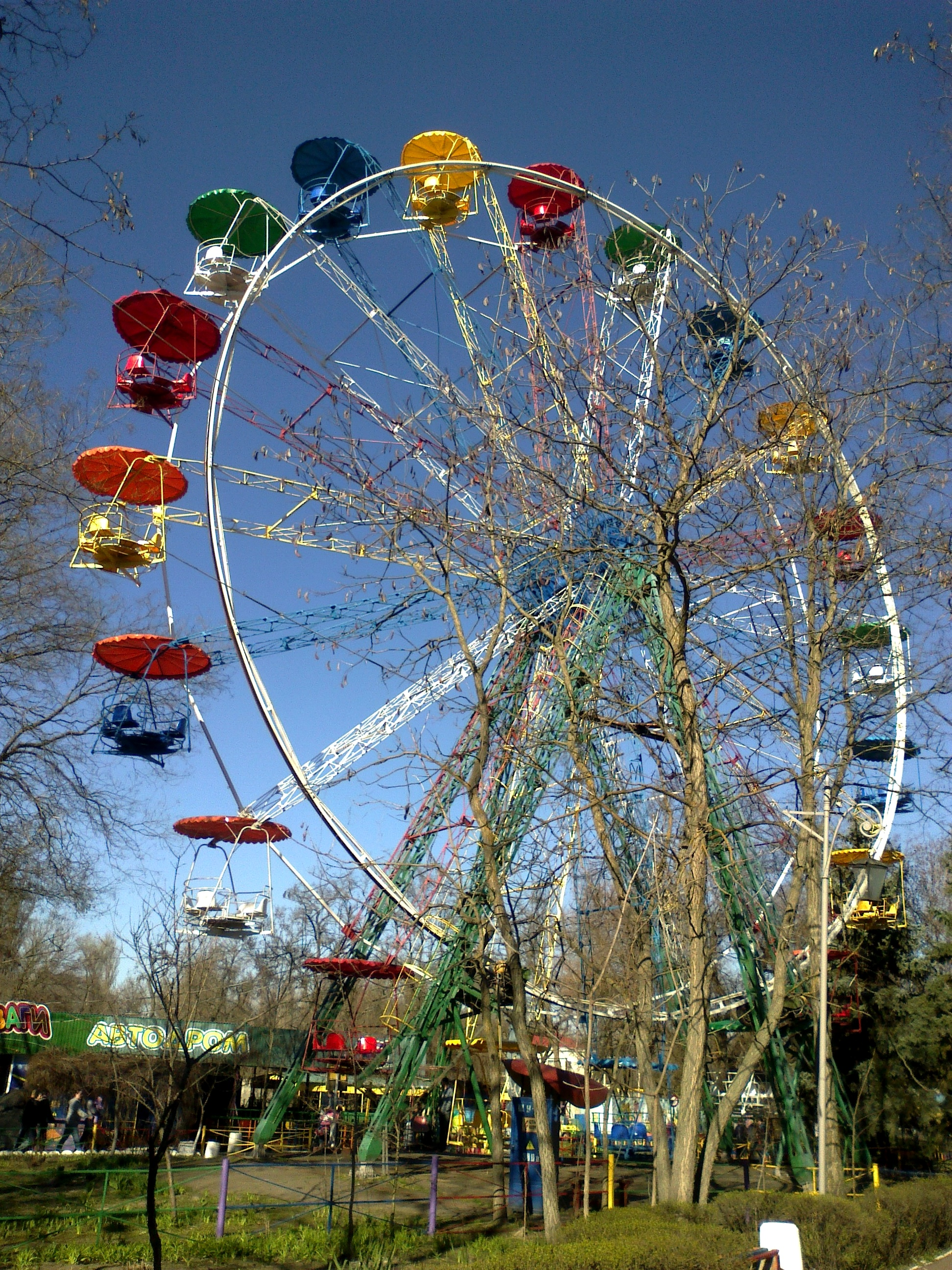
Колесо огляду
Атракціон "Кораблик"
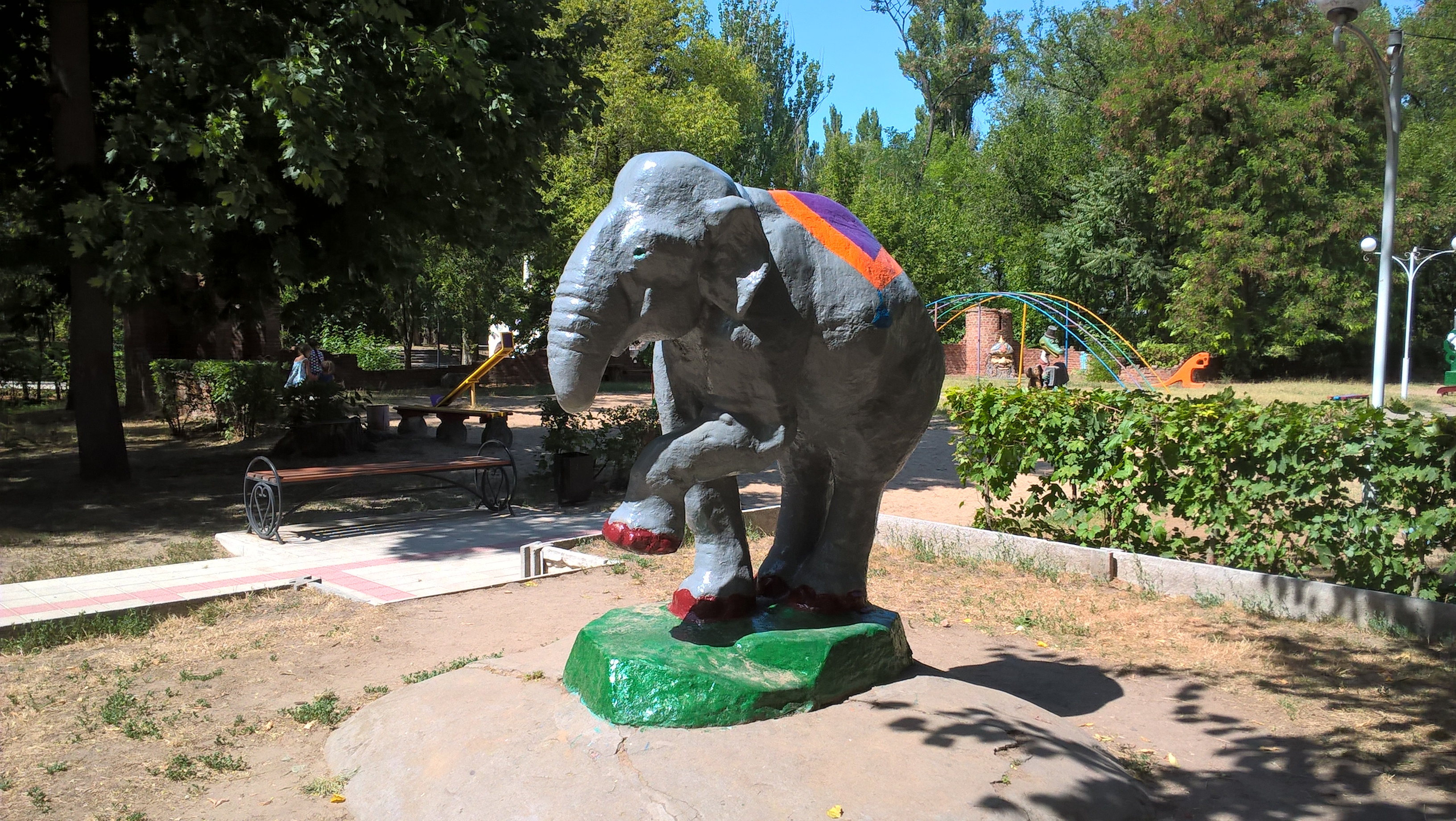
Слоненя
Скульптура лікаря Айболитя з дитмайданчику